# Jean-Michel Verdiguier
Jean-Michel Verdiguier né à Marseille en 1706, décédé à Cordoue le 29 décembre 1796, est un sculpteur français.

## Biographie
Jean-Michel Verdiguier, fils de Jérôme Verdiguier, négociant, et de Catherine Triq est né à Marseille en 1706. Il perd son père à l'âge de seize ans. Il se rend à Paris puis à Rome pour y étudier la sculpture. De 1728 à 1748, il s'établit à Toulon comme sculpteur à l'atelier de l'arsenal sous la direction de Jean Ange Maucord, maître sculpteur de la marine. Le 30 septembre 1743, il épouse la fille de ce dernier, Marie Magdeleine Maucord née à Pertuis le 23 octobre 1721. Il participe à l'exécution des statues et des bas-reliefs de la porte de l'arsenal, aujourd'hui musée de la marine. Il réalise également le maître autel en marbre de l'église cathédrale Sainte-Marie-Majeure ou Notre-Dame-de-Seds.
Verdiguier quitte Toulon vers 1758 et s'installe dans sa ville natale Marseille où il crée un atelier de sculpture. Il réalise toutes les sculptures de la façade principale du palais de justice de l'époque, l'hôtel Daviel. À cette époque un évènement malheureux vient troubler sa vie : il est accusé d'avoir volé une lampe d'argent dans l'église du couvent des Minimes car il avait admiré cet objet quelques jours avant le vol. Il est emprisonné du 9 janvier 1752 au 9 mars 1752. Heureusement après avoir retrouvé la lampe chez un marchand juif d'Avignon, on découvrit le voleur qui était un matelot d'Agde du nom d'Élie Charmin. Verdiguier est bien entendu aussitôt libéré. En 1752 une Académie de peinture et de sculpture est autorisée par lettres patentes et ouverte à Marseille sous la protection d'Honoré-Armand duc de Villard, gouverneur de Provence. L'initiative de la création de cette Académie en revient à Verdiguier et aux peintres Jean-Joseph Kapeller (1702-1790) et Michel-François Dandré-Bardon (1700-1783), ce dernier en ayant été le premier directeur perpétuel jusqu'en 1780. Il y est nommé directeur-recteur à vie et professeur de sculpture. Il poursuit parallèlement ses travaux : sculptures dans l'église des Bernardines (1755) et statues des quatre évangélistes (aujourd'hui disparues) pour la chapelle Notre-Dame de la paix dans l'église des Accoules.
En 1756, il se libère de ses obligations pédagogiques et voyage. Il s'installe à Cordoue en compagnie de son ami Baltasar Dreveton. Il réalise avec ce dernier un monument dédié à l'archange saint Raphaël patron de Cordoue. Ce monument appelé « El Triunfo » est situé sur une place (Plaza del Triunfo) près de l'angle sud-ouest de la cathédrale. ; il a été érigé pour exprimer les remerciements de la population pour avoir survécu à un séisme de forte intensité (le tremblement de terre de Lisbonne). Il réalise également des statues pour la cathédrale de Cordoue et celle de Grenade. Il a continué à correspondre avec l'académie de peinture et de sculpture de Marseille où il parle, entre autres choses, d'une dispute avec l'architecte Dreveton au sujet d'une commande de l'évêque de Cordoue. Sa notoriété lui vaut d'être nommé en 1780 à l'Académie Saint Ferdinand de Madrid. Ayant perdu sa première femme, il se remarie avec Antonia Ocana. Il ne retourne plus en France et meurt en 1796.

## Œuvres
Les œuvres de Jean-Michel Verdiguier sont essentiellement visibles dans les villes où il a durablement séjourné : Toulon, Marseille et Cordoue.

### Toulon

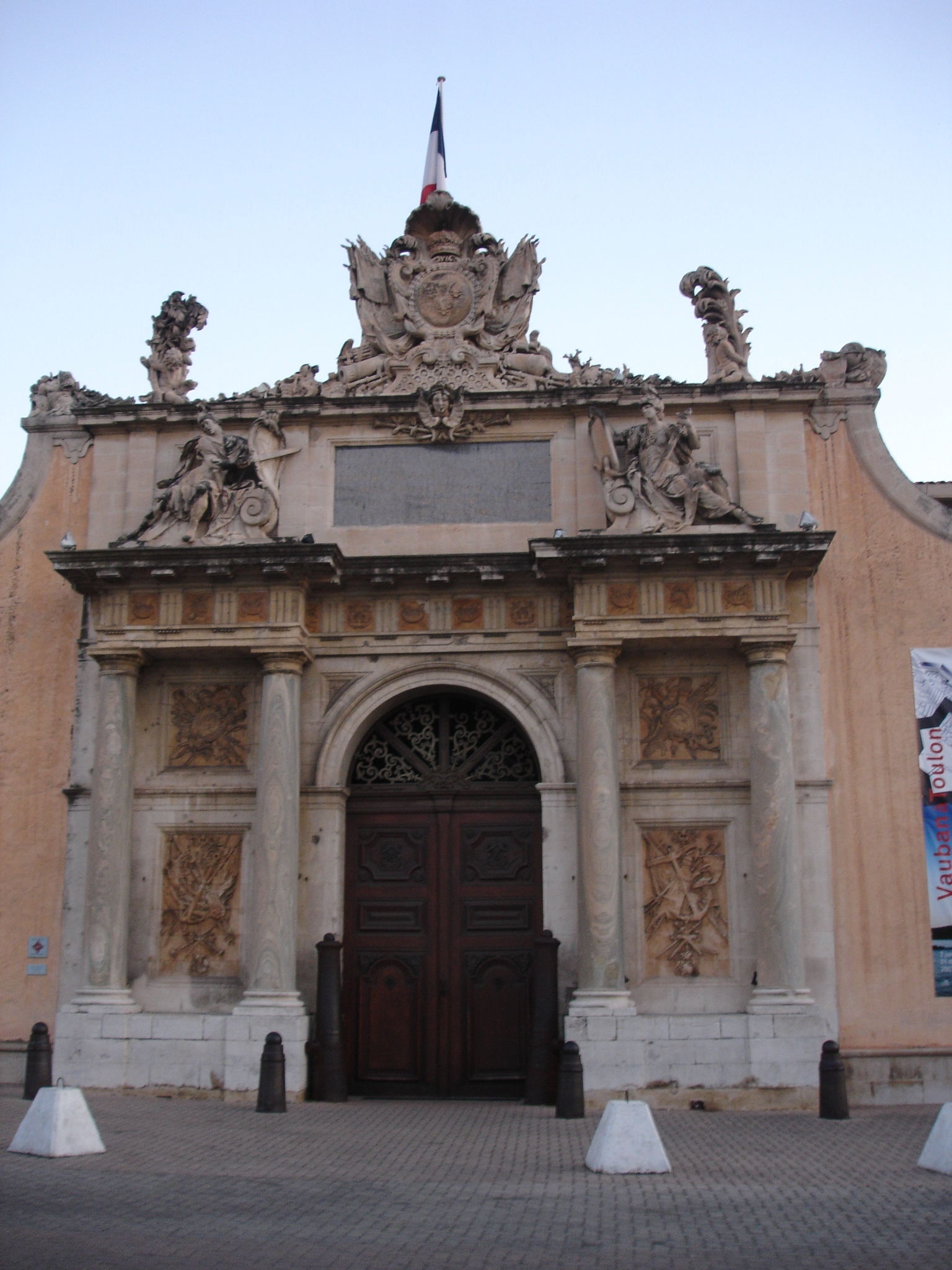
Porte de l'arsenal

- Porte de l'arsenal, actuelle porte d'entrée du musée de la marine place Monsenergue, classée Monument historique par arrêté du 4 mai 1910[6] : ce monument est conçu comme un temple romain avec une baie centrale de plein cintre où est placée la porte d'entrée, flanquée de chaque côté par un avant corps doté de deux colonnes supportant deux statues sculptées dans de la pierre blanche de Calissane ; celle de gauche effectuée par Verdiguier représente Mars dieu de la guerre et celle de droite sculptée par Maucord son beau-père représente Minerve déesse de l'ingéniosité et de la raison. Le tout est surmonté d'un blason entouré d'armes, de chaque côté duquel des putti dressent des éléments végétaux. Derrière chaque paires de colonnes se trouvent deux bas reliefs superposés et tous sculptés dans de la pierre jaune par Verdiguier ; ces quatre panneaux représentent des trophées d'armes et des attributs marins : mâts brisés avec leur voilure déchirée, sabre, ancre, gouvernail, épée, proue de galère, rames etc.
- Église Saint-Louis : Verdiguier réalise le modèle en cire d'une gloire qui devait orner une chapelle de cette église ; ce modèle ne sera jamais mis en exécution.
- Cathédrale Sainte-Marie-Majeure : pour cette cathédrale, également appelée Sainte-Marie-de-la-Seds, Verdiguier sculpte en 1745 un autel en marbre décoré d'un bas-relief (2 00 m. de longueur x 0. 60 de hauteur) représentant l'ensevelissement de la Vierge[7]. L'autel détérioré par l'humidité a été remplacé en 1865 par l'autel actuel tandis que le bas-relief a été déposé dans la chapelle du Corpus Dei.

Ancienne porte de l'arsenal-Sculptures de Verdiguier
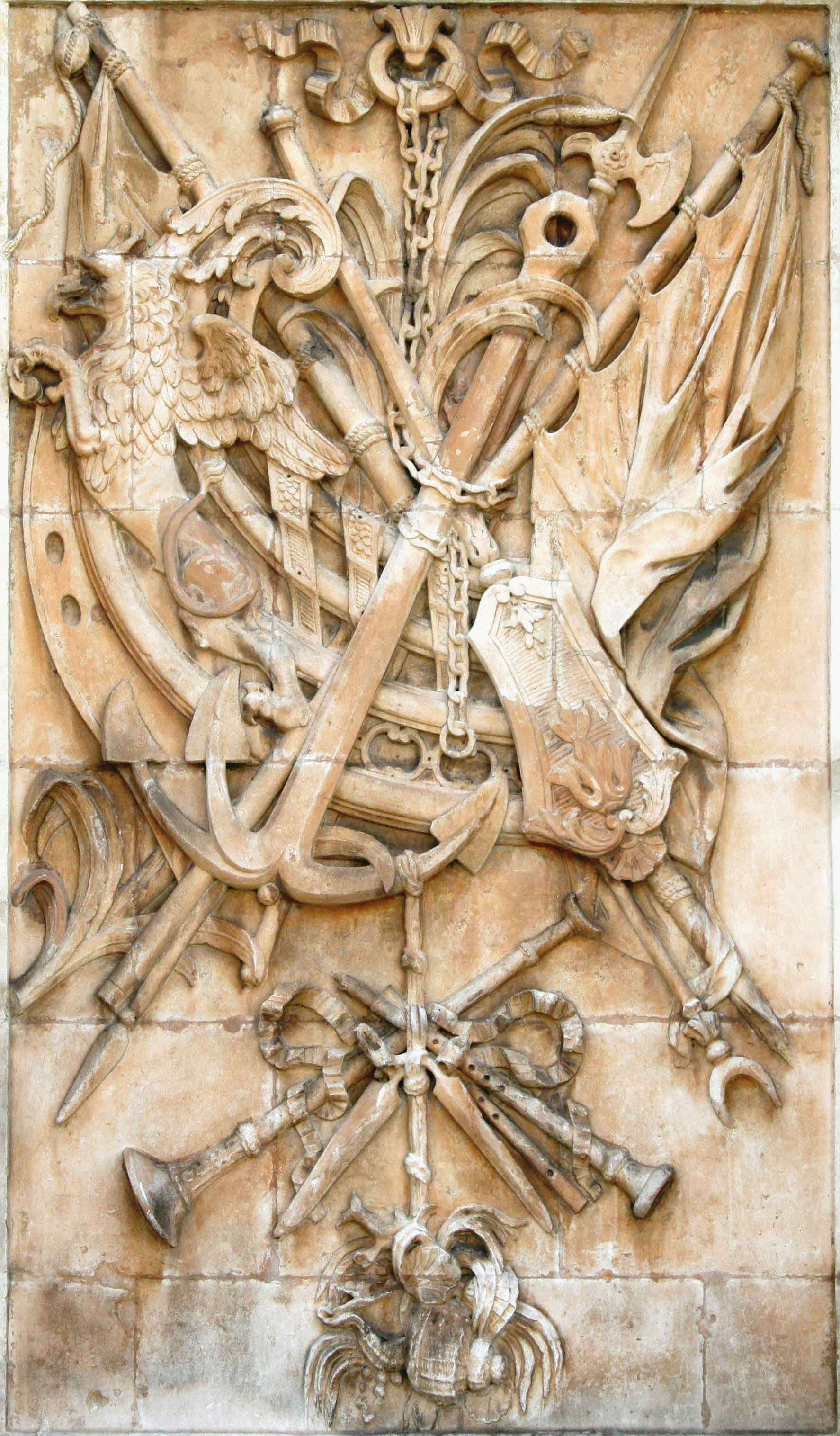
Bas relief (en bas à gauche)
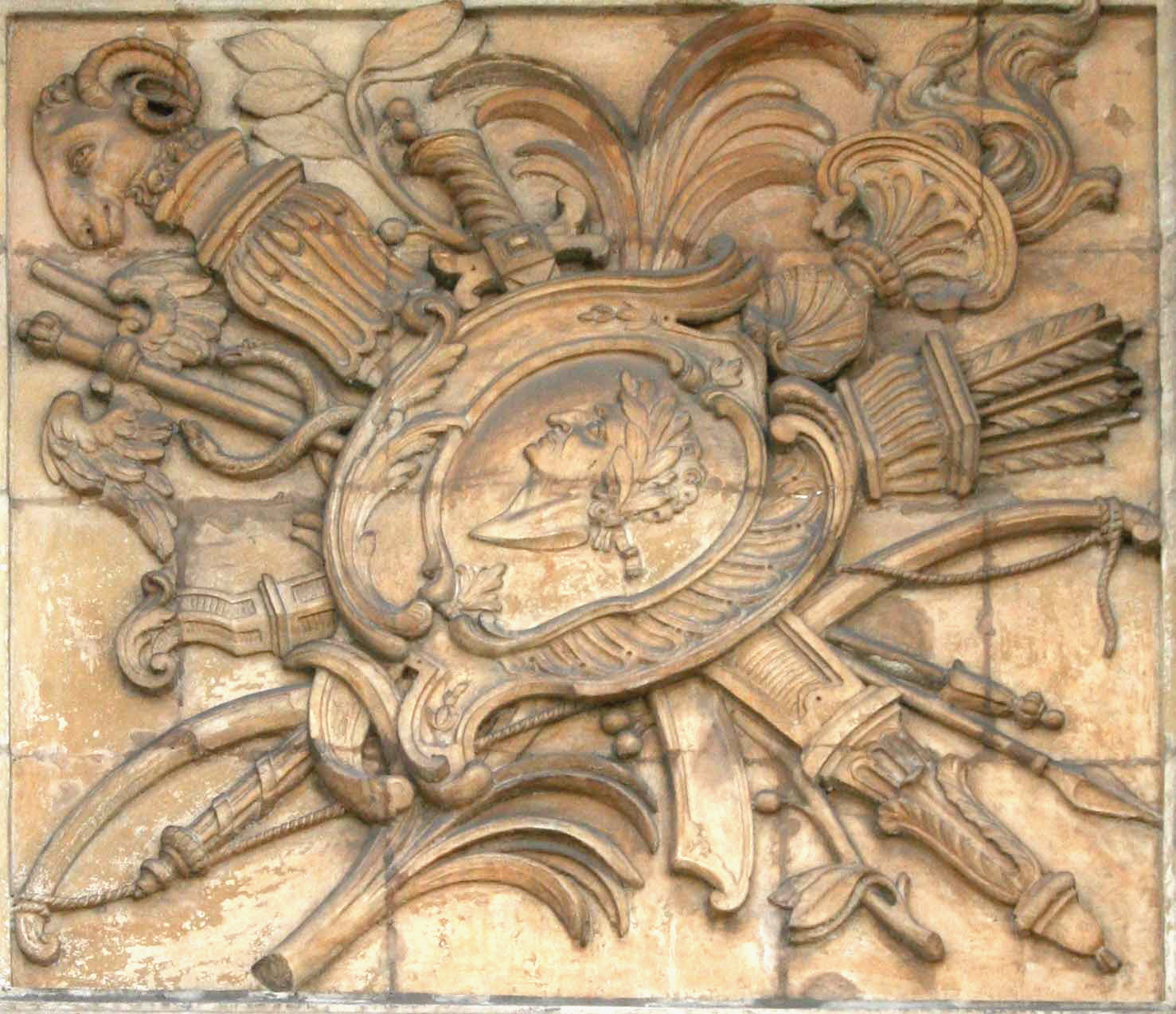
Bas relief (en haut à gauche)
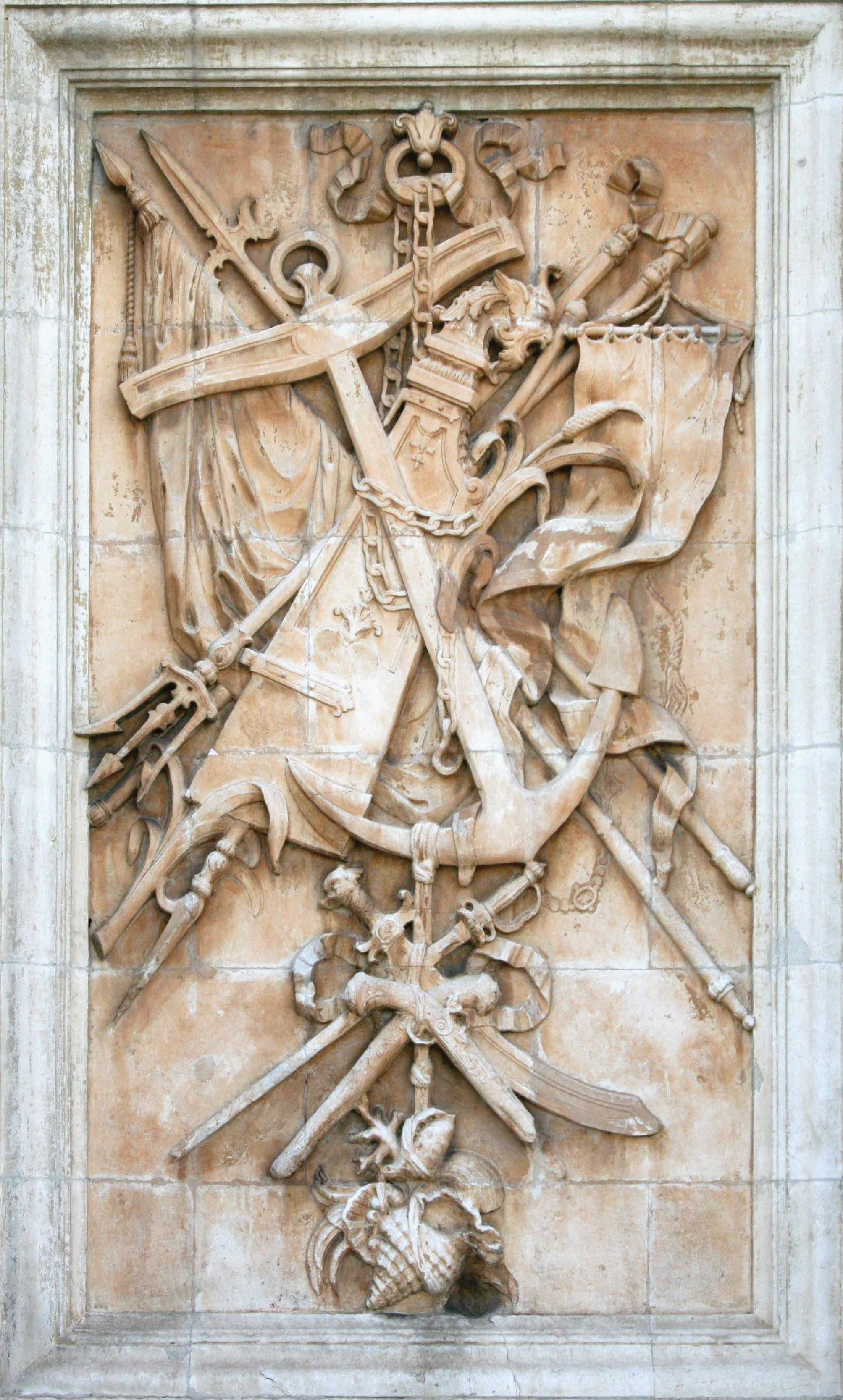
Bas relief (en bas à droite)
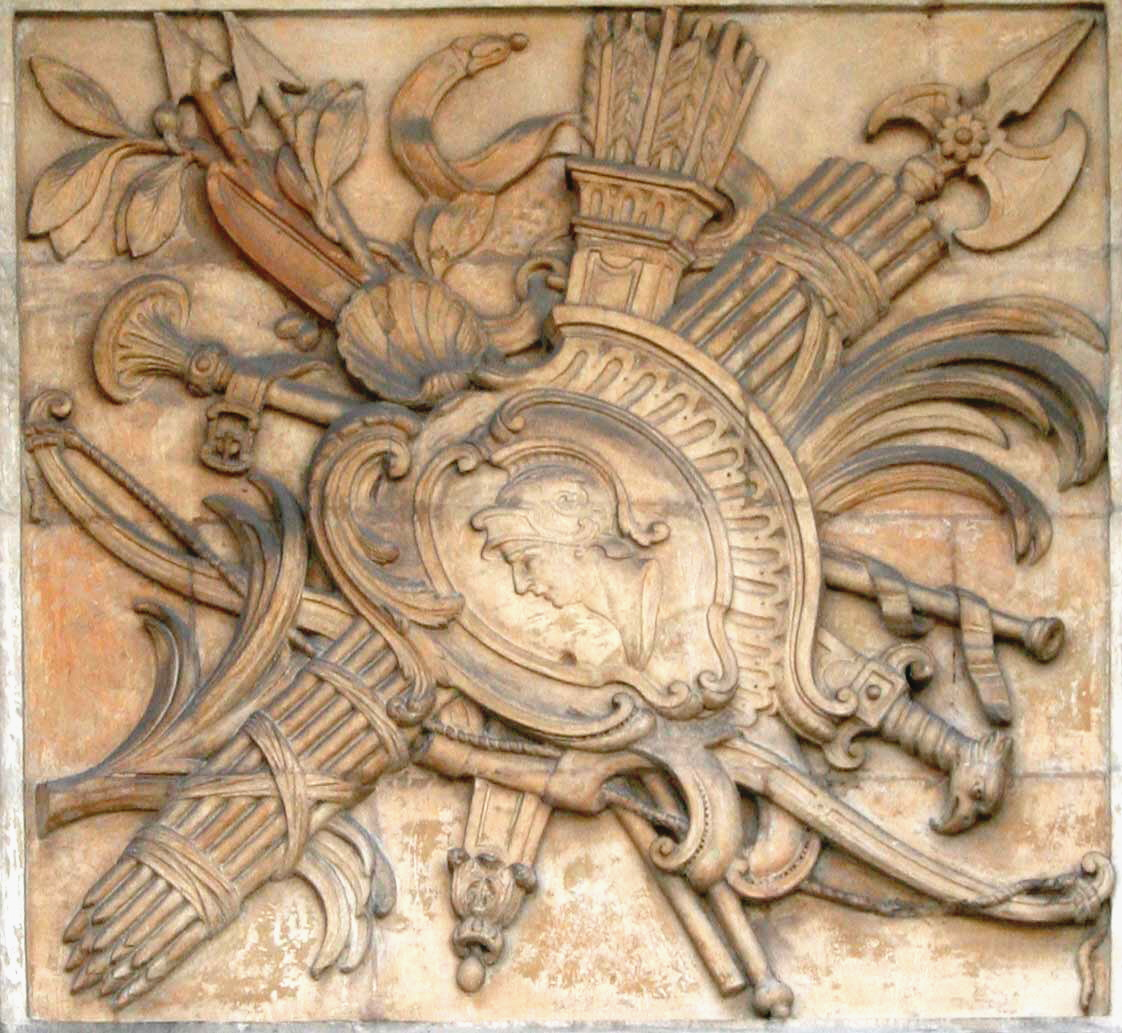
Bas relief (en haut à droite)
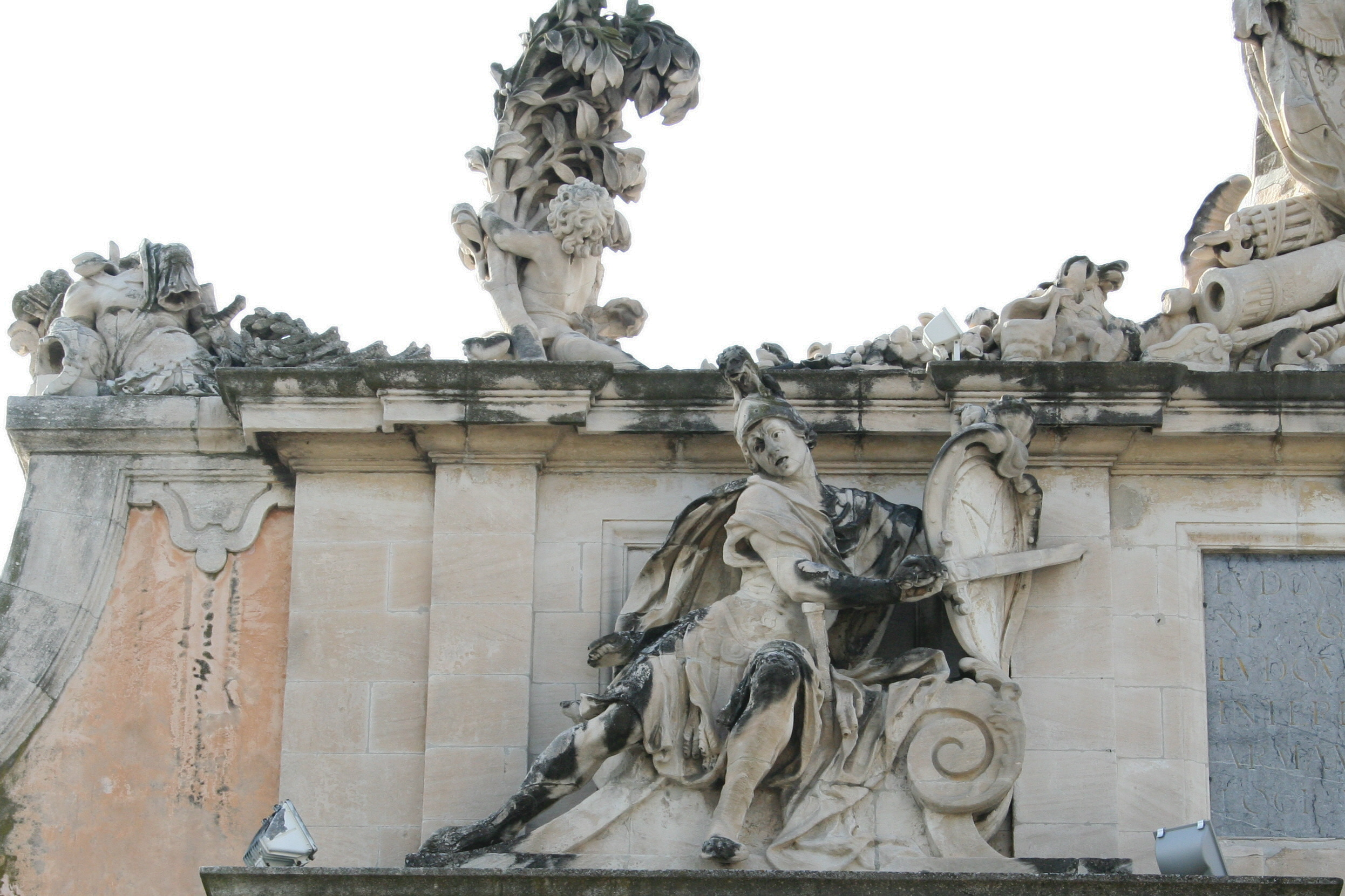
Statue de Mars (au sommet à gauche)

### Marseille

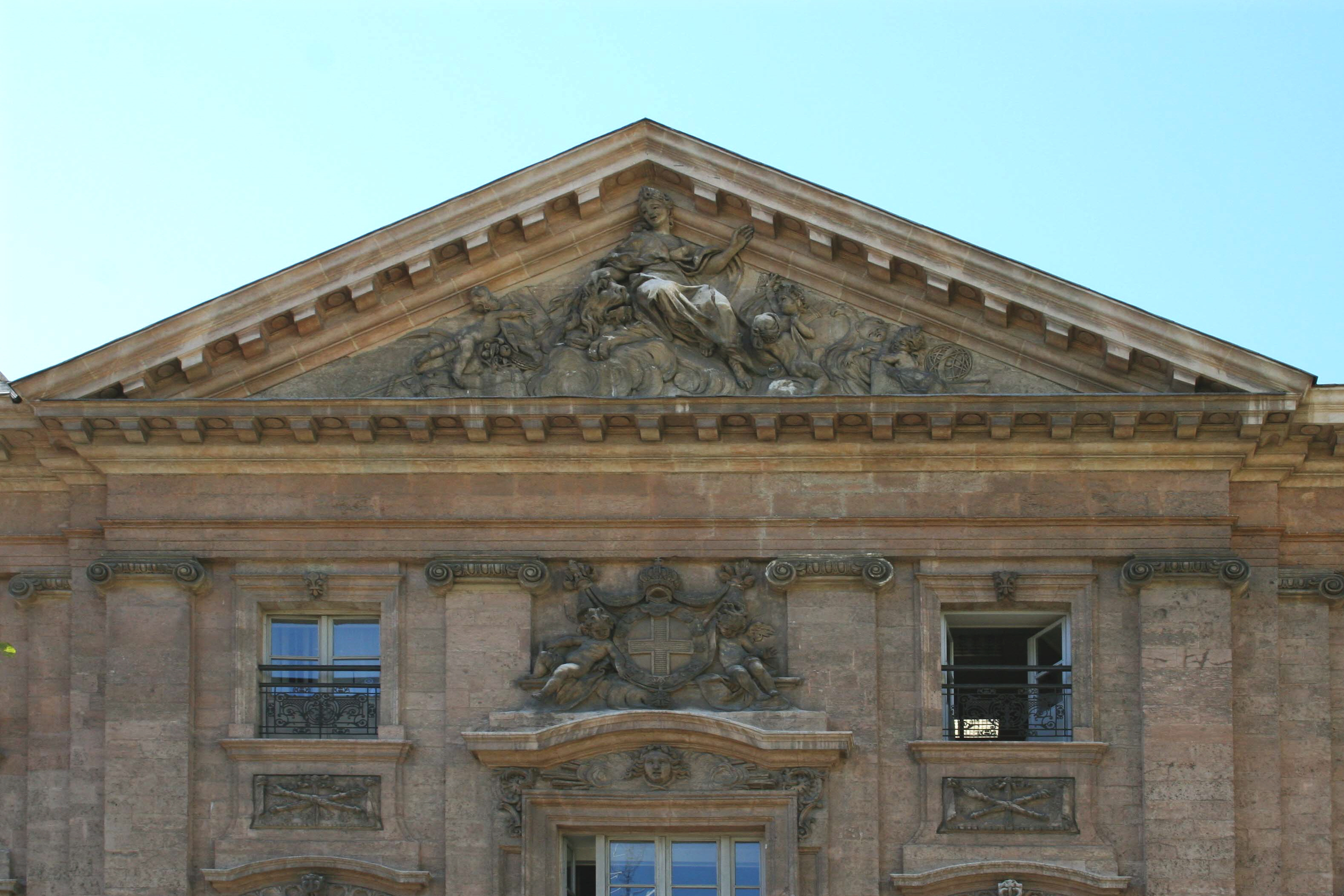
Hôtel Daviel

- Hôtel Daviel : c'est l'ancien palais de justice. Verdiguier sculpte le fronton de l'édifice représentant une déesse chevauchant un lion entourée à sa droite d'un enfant présentant d'une main l'écusson de la ville de Marseille et de l'autre les tables de la loi, et à sa droite de quatre enfants. Il sculpte également au-dessus de la fenêtre centrale du premier étage les deux angelots présentant les armes du roi ; les fleurs de lys martelées à la Révolution ont été par la suite remplacées par l'écusson de la ville. Enfin il réalise les quatre bas-reliefs situés au-dessous de fenêtres du deuxième étage et représentant la main de justice et la torche de Thémis déesse de la justice, de la loi et de l'équité.
- Chapelle des Bernardines : elle comprend un large vaisseau, avec chapelles latérales et un grand transept coiffé d'une coupole ; la réalisation du couvent des Bernardines avec sa chapelle est d'abord confiée à l'architecte Pierre-Paul Bruand puis à Balthazar Dreveton. Verdiguier a réalisé quelques décorations intérieures[8].
- Église Notre-Dame-des-Accoules : Verdiguier réalise les statues des quatre évangélistes aujourd'hui disparues.

### Cordoue

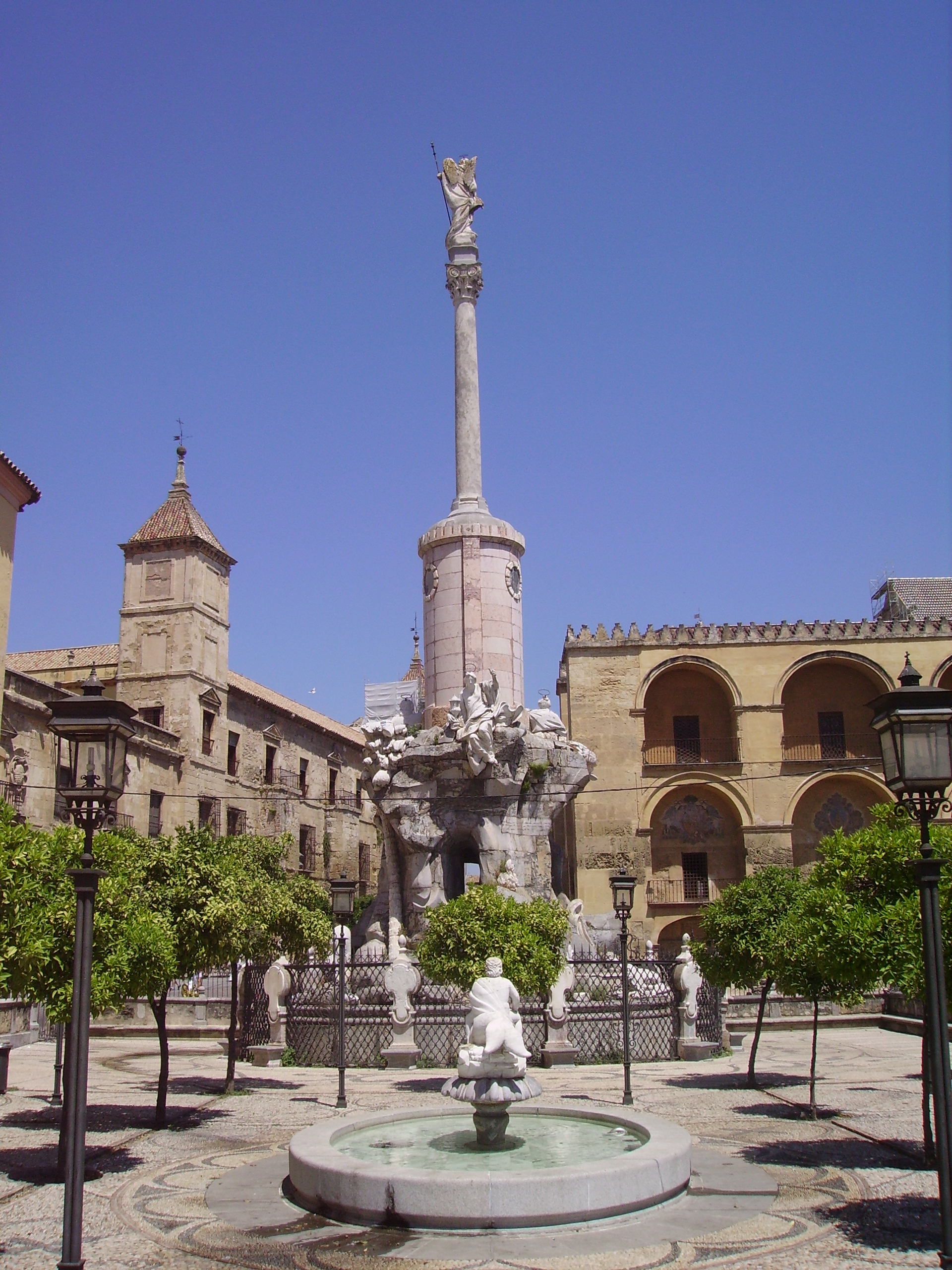
El Triunfo

- El Triunfo : ce monument triomphal situé place del Triunfo et réalisé par l'architecte marseillais Baltasar Dreveton (aussi nommé Graveton) et le sculpteur Verdiguier a été érigé en l'honneur de l'archange saint Raphaël ; il ressemble à une colline percée d'une grotte servant de support à une tour cylindrique sur laquelle est dressée une colonne qui porte à son sommet la statue du saint haute de 2.60 m et sculptée par Verdiguier. Sur la colline, entourant la tour cylindrique, trois statues également sculptées par Verdiguier représentent san Acisclo (saint Aciscle), santa Victoria (sainte Victoire) et santa Barbara (sainte Barbe). Les deux premiers saints sont placés au nord : il s'agit du frère et de la sœur martyrisés sous le règne de Septime Sévère. Santa Barbara est placée au sud.
- Cathédrale : Verdiguier réalise des sculptures pour la façade de la cathédrale, deux chaires en acajou ornées de figures symboliques, huit figures d'orgue et deux enfants ornant la chapelle du trésor et enfin la statue de sainte Inès pour l'autel de ce nom.
- Musée des Beaux-Arts : ce musée situé place du Potro conserve une partie des œuvres de Verdiguier ; ainsi on y trouve le projet de construction d'une fontaine monumentale.